# Двадесет и втори конгрес на Македонската патриотична организация
Двадесет и вторият конгрес на Македонските политически организации (МПО) се провежда между 5 и 6 септември 1943 година в Синсинати, Охайо, САЩ. ЦК на МПО излиза с резолюция против бъдещо повторно разпокъсване на Македония и с меморандум до държавния секретар на САЩ Кордел Хъл с молба областта да бъде окупирана от американската армия.
Участват над 4000 делегати на МПО от 45 града. Вицепрезидентът на организацията Христо Анастасов произнася тържествени слова и набира пари за войната. Джон Мицев, дългогодишен председател на МПО „Пелистер“ (Акрън), представя песента си „Светът ще бъде свободен“ (The World Will Be Free), която получава одобрението на президента Франклин Рузвелт и генерал Джон Пършинг.
В ръководството са избрани Коста Попов (председател), Христо Анастасов и Кирил Чалев са подпредседатели, Таше Попчев е касиер, съветници са Анастас Илиев, Методи Чанев и Любен Димитров.